# Џунка
Џунка је врста традиционалног кинеског једрењака настала у време династије Хан (200. п. н. е. - 200. године н. е). Карактеришу је висока крма са истуреним луком и неколико јарбола са једрима од платна или рогозине. Једра се по потреби могу раширити или скупити повлачењемм конопаца. Уместо уобичајене кобилице, за управљање бродом се користи масивно кормило. Џунке су се појавиле у 2. веку пре нове ере, а кориштене су за пловидбу до индонежанских и индијских обала током средњег века. Временом су еволуирале, а чак се и данас могу наћи у употреби модерне варијанте овог брода.
Постоје два типа џунки у Кини: северна џунака, која је развијена од кинеских речних бродова,‍:20 и јужна џунка, која је развијена од аустронежанског бродског дизајна кориштеног у трговини са источном династијом Хан од другог века.‍:12–13 Они су наставили да се развијају у каснијим династијама, а углавном су их користили кинески трговци широм југоисточне Азије. Сличне дизајне џунки усвојиле су и друге источноазијске земље, пре свега Јапан, где су џунке коришћене као трговачки бродови за трговину робом са Кином. Оне су биле заступљене, и у мањем броју су и даље присутне, широм југоисточне Азије и Индије, али првенствено у Кини. Историјски гледано, кинеске џунке могу бити један од многих типова малих обалских или речних бродова, који обично служе као теретни брод, чамац за разоноду или становање, али постоје и они који су величине до великог океанског брода. Данас се у ширем смислу наилази на све већи број модерних рекреативних једрилица у виду џунки. Могу постојати значајне регионалне варијације у типу опреме или распореду пловила; међутим, сва она користе једра са подршком.
Термин „џунка“ (португалски junco; холандски jonk; и шпански junco) се такође користио у колонијалном периоду за све средње до велике бродове аустронезијске културе на острвима југоисточне Азије, са или без опреме џунке. Примери укључују индонежански и малезијски џонг, филипински каракоа и ланонг и малашки кора кора.

## Етимологија
Становишта о пореклу речи се подељена на она која сматрају да потиче кинеског дијалекта, и она која сматрају да је произашла из јаванског језика. Могуће је да овај израз потиче од кинеске речи chuán  (船 „чамац; брод“) — модерна мандаринска кинеска реч за океански дрвени теретни брод је cáo (艚).
Пјер-Ив Манга и Зоемулдер, између осталих, указују на старојаванско порекло, у облику од речи јонг. Реч се може пратити из старог јаванског натписа у 9. веку.‍:748 У малајски и кинески језик је ушла у 15. веку, када је кинеска листа речи идентификује као малајску реч за брод. Унданг-Унданг Лаут Мелака из касног 15. века, поморски законик који су сачинили јавански бродовласници у Мелаки, често користи јонг као реч за теретне бродове.‍:60 Европски списи од 1345. до 1601. користе разне сродне термине, укључујући жонк (француски), ioncque, ionct, giunchi, zonchi (италијански), iuncque, joanga, juanga (шпански), junco (португалски) и ionco, djonk, jonk (холандски).‍:299‍:60 Ови термини се обично користе за описивање свих врста великих бродова који се срећу у југоисточној Азији, као и кинеских бродова.‍:19
Порекло речи „junk” у енглеском језику може се пратити од португалске речи junco, која је преведена од арапске речи ј-н-к (جنك). Ова реч потиче од чињенице да арапско писмо не може да представља звук који се пише са диграфом „нг“.‍:37 Реч је коришћена да означи и јавански/малајски брод (jong или djong) и кинески брод (chuán), иако су то биле изразито различита пловила. Након нестанка џонга у 17. веку, значење „junk“ (и других сличних речи у европским језицима), које се до тада користило као транскрипција речи „jong“ на малајском и јаванском, мења значење у искључиво се односи на кинески брод (chuán).‍:204‍:222

## Конструкција
Историчар Херберт Варингтон Смит је сматрао да је џунка један од најефикаснијих дизајна бродова, наводећи да је „као покретач превоза човека и његове трговине на отвореном и олујном мору, као и на огромним унутрашњим пловним путевима, тешко да је било која друга класа бродова ... прикладнија или боље прилагођена својој намени од кинеске или индијске џунке, а извесно је да је по равности једра и практичности кинеска опрема непревазиђена“.

### Једра
Једро кинеских џунки је вид примене малајског једра џунке, које је користило повртарске простирке причвршћене за бамбусове летве, пракса која потиче из Индонезије.‍:191–192‍:12–13 Летве пуне дужине држе једро равнијим од идеалног у свим условима ветра. Сходно томе, њихова способност да плове близу ветра је лошија од других предњих и стражњих платформи.

### Труп
Класичне џунке су грађене од меког дрвета (иако је у Гуангдунгу коришћена тиковина након 17. века) са спољашњим обликом који је прво изграђен. Затим је уграђено више унутрашњих преграда којима се приступало одвојеним отворима и мердевинама, које подсећају на унутрашњу структуру од бамбуса. Традиционално, труп има крму у облику потковице која подржава високу палубу. Дно је равно код речних џунки без кобилице (слично сампану), тако да се чамац ослања на кормило, подводну даску или веома велико кормило како би се спречило да чамац склизне бочно у води.
Још једна карактеристика џунки, унутрашња преграда, ојачала је брод и успорила плављење у случају настанка отвора. О бродовима изграђеним на овај начин се говори у Џу Јуовој књизи Пингџу стони разговори, објављеној 1119. године за време династије Сонг. Ову врсту конструкције трупова кинеских бродова осведочио је марокански муслимански берберски путник Ибн Батута (1304–1377), који ју је описао веома детаљно (погледајте Технологију династије Сонг).
Бенџамин Френклин је писао у писму из 1787. о пројекту поштанских пакета између Сједињених Држава и Француске:
Како се ова пловила не оптерећују робом, њихова складишта се без неприлика могу поделити у посебне станове, на кинески начин, и сваки од ових станова зачепљен да не би дошао у додир с водом.— Бенџамин Френклин, 1787